# Saison 2025 du Championship (rugby à XIII)
Navigation
Édition précédente Édition suivante
La saison 2025 du Championship (connu pour des raisons de partenariats comme la Betfred Championship, surnommé « Le Championship » en France) se joue entre treize équipes. Ce championnat se joue sur le sol anglais et français.

## Faits notables de la saison 2024
Le vainqueur de la finale, qui était généralement considérée comme une finale d'accession à la Super League, n'est pas certain d'être promu car la société anglaise IMG a désormais défini un cahier des charges avec des critères sportifs et extra-sportifs.

## Résultats

### Classement de la phase régulière
| Rang | Franchise               | J  | V  | N | D  | Pm  | Pe  | Diff | Pts |
| ---- | ----------------------- | -- | -- | - | -- | --- | --- | ---- | --- |
| 1    | Toulouse olympique XIII | 15 | 12 | 0 | 3  | 361 | 170 | +191 | 24  |
| 2    | York City Knights       | 15 | 11 | 0 | 4  | 457 | 209 | +248 | 22  |
| 3    | Bradford Bulls          | 15 | 11 | 0 | 4  | 424 | 248 | +176 | 22  |
| 4    | Oldham Roughyeds        | 15 | 9  | 2 | 4  | 391 | 264 | +127 | 20  |
| 5    | Barrow Raiders          | 15 | 8  | 1 | 6  | 351 | 305 | +46  | 17  |
| 6    | Featherstone Rovers     | 15 | 8  | 0 | 7  | 372 | 309 | +63  | 16  |
| 7    | Halifax                 | 15 | 7  | 1 | 7  | 342 | 287 | +55  | 15  |
| 8    | Doncaster               | 14 | 7  | 0 | 7  | 302 | 274 | +28  | 14  |
| 9    | Widnes Vikings          | 15 | 6  | 2 | 7  | 254 | 329 | -75  | 14  |
| 10   | London Broncos          | 14 | 4  | 0 | 10 | 240 | 312 | -72  | 8   |
| 11   | Sheffield Eagles        | 15 | 4  | 0 | 11 | 249 | 371 | -122 | 8   |
| 12   | Batley Bulldogs         | 14 | 3  | 2 | 9  | 218 | 447 | -229 | 8   |
| 13   | Hunslet                 | 15 | 2  | 0 | 13 | 172 | 608 | -436 | 4   |

|  | Qualifié pour les demi-finales de la phase finale. |
|  | Qualifié pour la phase finale.                     |
|  | Super 8s.                                          |

Attribution des points : deux points sont attribués pour une victoire, un point pour un match nul (si dans la prolongation est déterminé au golden point extra il reçoit un second point), aucun point en cas de défaite.

### Phase finale
|  | Quarts de finale | Quarts de finale |  |  | Demi-finales | Demi-finales |  |  | Finale | Finale |
|  | Quarts de finale | Quarts de finale |  |  | Demi-finales | Demi-finales |  |  | Finale | Finale |
|  |                  |                  |  |  |              |              |  |  |        |        |
|  |                  |                  |  |  |              |              |  |  |        |        |
|  |                  |                  |  |  |              |              |  |  |        |        |
|  |                  |                  |  |  |              |              |  |  |        |        |
|  |                  |                  |  |  |              |              |  |  |        |        |
|  |                  | 13               |  |  |              |              |  |  |        |        |
|  |                  |                  |  |  |              |              |  |  |        |        |
|  |                  |                  |  |  |              |              |  |  |        |        |
|  |                  |                  |  |  |              |              |  |  |        |        |
|  |                  |                  |  |  |              |              |  |  |        |        |
|  |                  |                  |  |  |              |              |  |  |        |        |
|  |                  |                  |  |  |              |              |  |  |        |        |
|  |                  |                  |  |  |              |              |  |  |        |        |
|  |                  |                  |  |  |              |              |  |  |        |        |
|  |                  |                  |  |  |              |              |  |  |        |        |

#### Finale
(mt : - )
Homme du match : 
Points marqués :
Évolution du score : 
Arbitre : 
Spectateurs : 

## Médias

### Télévision et multi-écrans
En Grande-Bretagne et en Irlande, les matchs clefs de la saison (finale d'accession par exemple) sont retransmis sur Sky Sports.
Parfois aussi sur l'application « OurRL ». Soit en accès payant ou gratuit.
La finale de cette saison est retransmise sur YouTube.

### Radio
En Angleterre, les antennes locales de la BBC diffusent certains matchs.

### Presse écrite
Au Royaume-Uni, la presse treiziste suit évidemment la saison. Un mensuel  comme Rugby League World proposant même, avant chaque début de saison, un mini-calendrier de la compétition ou « booklet ». Chaque semaine des reportages sur les matchs disputés sont également disponibles dans Rugby Leaguer & League Express.
En Australie, le championnat est suivi dans les pages internationales de la revue Rugby League Review.
En France, Midi Olympique, peut, de manière sporadique, lui consacrer des articles. Surtout quand une équipe française, le Toulouse olympique jusqu'à présent, dispute la compétition. La presse régionale (L'Indépendant et La Dépêche du Midi) propose parfois , dans certaines de ses éditions seulement, des articles sur ce qu'elle appelle tout simplement le « Championship ».